# Cabela's Alaskan Adventures
Cabela's Alaskan Adventures (ook wel bekend als Cabela's Big Game Hunter: 10th Anniversary Edition - Alaskan Adventure voor Windows) is een videospel ontwikkeld door FUN labs en uitgegeven door Activision. Alaskan Adventures is een jachtspel en is uitgeven voor op de Xbox 360, PlayStation 2 en Microsoft Windows.
De speler is een jager die kan jagen op roofdieren en groot wild in Alaska. Ook kan de speler vissen.
Buiten het gewoonlijke jagen kunnen in de vier verschillende gebieden, kan er meegedaan worden aan wedstrijden. Voorbeelden hiervan zijn hondeslederaces, vogeljachten en overlevingswedstrijden.

## Dieren
Er zijn in totaal 24 zoogdieren waarop gejaagd kan worden en 10 vissen waar naar gevist kan worden. In de vogeljachten kan er op vier verschillende soorten vogels gejaagd worden. Sommige dieren, vooral roofdieren, zullen aanvallen wanneer je te dichtbij komt. Andere dieren, zoals herten, rennen weg wanneer ze je horen, zien of ruiken.
Zoogdieren:
- Ursus americanus emmonsii (alleen verkrijgbaar met de downloadable content)
- Canadese lynx (Lynx canadensis)
- Grijze wolf (Canis lupus)
- Poolwolf (Canis lupus arctos)
- Muskusos (Ovibos moschatus)
- Amerikaanse bizon (Bison bison)
- Roosevelt-wapiti (Cervus canadensis roosevelti)
- IJsbeer (Ursus maritimus)
- Kodiakbeer (Ursus arctos middendorffi)
- Grizzlybeer (Ursus arctos horribilis)
- Amerikaanse zwarte beer (Ursus americanus)
- Alaska eland (Alces alces gigas)
- Sneeuwgeit (Oreamnos americanus)
- Dalls schaap (Ovis dalli)
- Steenschaap (Ovis dalli stonei)
- Sitkahert (Odocoileus hemionus sitkensis)
- Noord-Amerikaanse kariboe (Rangifer tarandus groenlandicus)
- Coyote (Canis latrans)
- Veelvraat (Gulo gulo)
- Poolvos (Vulpes lagopus)
- Rode vos (Vulpes vulpes)
- Canadese bever (Castor canadensis)
- Amerikaanse haas (Lepus americanus)
- Rode eekhoorn (Sciurus vulgaris)

Vissen:
- Trekzalm (Salvelinus alpinus)
- Snoek (Esox lucius)
- Cohozalm (Oncorhynchus kisutch)
- Salvelinus malma malma
- Amerikaanse meerforel (Salvelinus namaycush)
- Rode zalm (Oncorhynchus nerka)
- Chinookzalm (Oncorhynchus tshawytscha)
- Regenboogforel (Oncorhynchus mykiss)
- Roodkeelforel (Oncorhynchus clarkii)
- Siberische vlagzalm (Thymallus arcticus)

Vogels:
- Harlekijneend (Histrionicus histrionicus)
- Grote Canadese gans (Branta canadensis)
- Bossneeuwhoen (Falcipennis canadensis)
- Alpensneeuwhoen (Lagopus muta)

## Ontvangst
| Beoordeeld door       | Platform      | Datum            | Score |
| --------------------- | ------------- | ---------------- | ----- |
| V2.fi                 | Xbox 360      | 16 juli 2008     | 74%   |
| Planet Xbox 360       | Xbox 360      | 4 januari 2007   | 65%   |
| TeamXbox              | Xbox 360      | 11 januari 2007  | 64%   |
| Game Chronicles       | Xbox 360      | 4 januari 2007   | 56%   |
| IGN                   | Xbox 360      | 6 oktober 2006   | 48%   |
| IGN                   | PlayStation 2 | 6 oktober 2006   | 44%   |
| Operation Sports      | Xbox 360      | 27 oktober 2006  | 40%   |
| Xbox World 360        | Xbox 360      | 11 februari 2007 | 39%   |
| Thunderbolt Games     | Xbox 360      | 16 december 2007 | 30%   |
| The Video Game Critic | Xbox 360      | 20 maart 2008    | 16%   |